# Hořetice (Žiželice)
Hořetice (německy Horatitz) je vesnice, část obce Žiželice v okrese Louny. Nachází se asi 3 km na severozápad od Žiželic. Prochází tudy železniční trať Lužná u Rakovníka – Chomutov. V roce 2011 zde trvale žilo 72 obyvatel.
Hořetice leží v katastrálním území Hořetice u Žiželic o rozloze 4,19 km².

## Historie
První písemná zmínka o Hořeticích pochází z roku 1327, kdy byla vesnice rozdělena mezi více majitelů. Jedna část patřila Petrovi a Vladovi z Hořetic a další měli, spolu s podacím právem ke zdejšímu kostelu v letech 1356–1370, bratři Jarohněv, Petr a Václav. Koncem čtrnáctého století byly v Hořeticích tři statky: jeden patřil roku 1386 bratrům Janovi a Smilovi, druhý vlastnili Pešek (zmiňovaný v letech 1386–1396) a Nechval († 1404) a třetí část vesnice patřila Ctiborovi († 1386). Podle Rudolfa Anděla byli Jan, Smil, Pešek a Nechval Ctiborovi synové.
Na začátku patnáctého století měl největší díl vesnice, jehož součástí byla tvrz, Pešek z Vlčic. Roku 1430 vykonával podací právo Jan z Tatinné, který zemřel před rokem 1437. Nároky na statek měla řada osob, ale v roce 1441 vesnice patřila Jindřichovi z Doupova. Rudolf Anděl však jako nástupce Jana z Tatinné uvádí Buška Caltu z Kamenné Hory. Začátkem šestnáctého století vesnici pravděpodobně získal sňatkem Martin ze Stránce. Po Martinově smrti se držitelem statku stal Jakub ze Chmelic, který o něj vedl spor s vdovou Ludmilou. Ludmilin podíl však připadl panovníkovi, který jej přenechal Hynkovi Krabicovi z Veitmile. Později však hořetický majetek získal Jakubův a Ludmilin syn Jindřich ze Chmelic. Po jeho smrti v roce 1568 statek zdědila vdova Markéta Kfelířová ze Zakšova, která jej v roce 1570 převedla na svého druhého manžela Bohuslava z Doupova († 1596).
Bohuslavův syn Vilém s bratrem Kryštofem před rokem 1603 Hořetice prodali Kašparovi staršímu Belvicovi z Nostvic. Krátce poté se majitelem stal Jan Bedřich Lang z Langenhartu († 1613), který se velmi zadlužil. Statek po jeho smrti připadl věřitelům, od kterých jej roku 1614 koupil Asman Štampach ze Štampachu. V kupní smlouvě je zmíněna zachovalá vodní tvrz. Asman Štampach malé panství rozšířil o Žiželice a Bílence. Držel je až do roku 1622, kdy mu bylo při pobělohorských konfiskací za účast na stavovském povstání zabaveno. Roku 1623 Hořetice koupil za 39 418 kop míšeňských grošů František Clary de Riva. O tři roky později vesnici získal Václav Michna z Vacínova, jehož příbuzným patřila až do roku 1727.

## Obyvatelstvo
Při sčítání lidu v roce 1921 zde žilo 366 obyvatel (z toho 178 mužů), z nichž bylo třicet Čechoslováků a 336 Němců. Kromě osmi evangelíků se hlásili k římskokatolické církvi. Podle sčítání lidu z roku 1930 měla vesnice 387 obyvatel: 134 Čechoslováků a 253 Němců. Z nich bylo 348 římských katolíků, jedenáct evangelíků, devět členů církve československé a devatenáct lidí bez vyznání.
|           | 1869 | 1880 | 1890 | 1900 | 1910 | 1921 | 1930 | 1950 | 1961 | 1970 | 1980 | 1991 | 2001 | 2011 | 2021 |
| --------- | ---- | ---- | ---- | ---- | ---- | ---- | ---- | ---- | ---- | ---- | ---- | ---- | ---- | ---- | ---- |
| Obyvatelé | 291  | 333  | 368  | 363  | 350  | 366  | 387  | 222  | 267  | 217  | 180  | 78   | 86   | 72   | 74   |
| Domy      | 43   | 49   | 51   | 60   | 60   | 63   | 72   | 61   | 53   | 49   | 47   | 24   | 26   | 28   | 29   |

## Obecní správa
Při sčítání lidu v letech 1869–1950 Hořetice byla samostatnou obcí v okrese Žatec. V letech 1961–1971 byla částí obce Žiželice v okrese Louny. Od 26. listopadu 1971 do 31. prosince 1980 byla znovu obcí v okrese Louny. Od 1. ledna 1981 je znovu částí obce Žiželice v okrese Louny.

## Pamětihodnosti
- Kostel svatého Vavřince – V roce 2013 proběhlo statické zajištění zdí, byla opravena střecha a fasáda. Interiér opraven nebyl.[12]

## Galerie

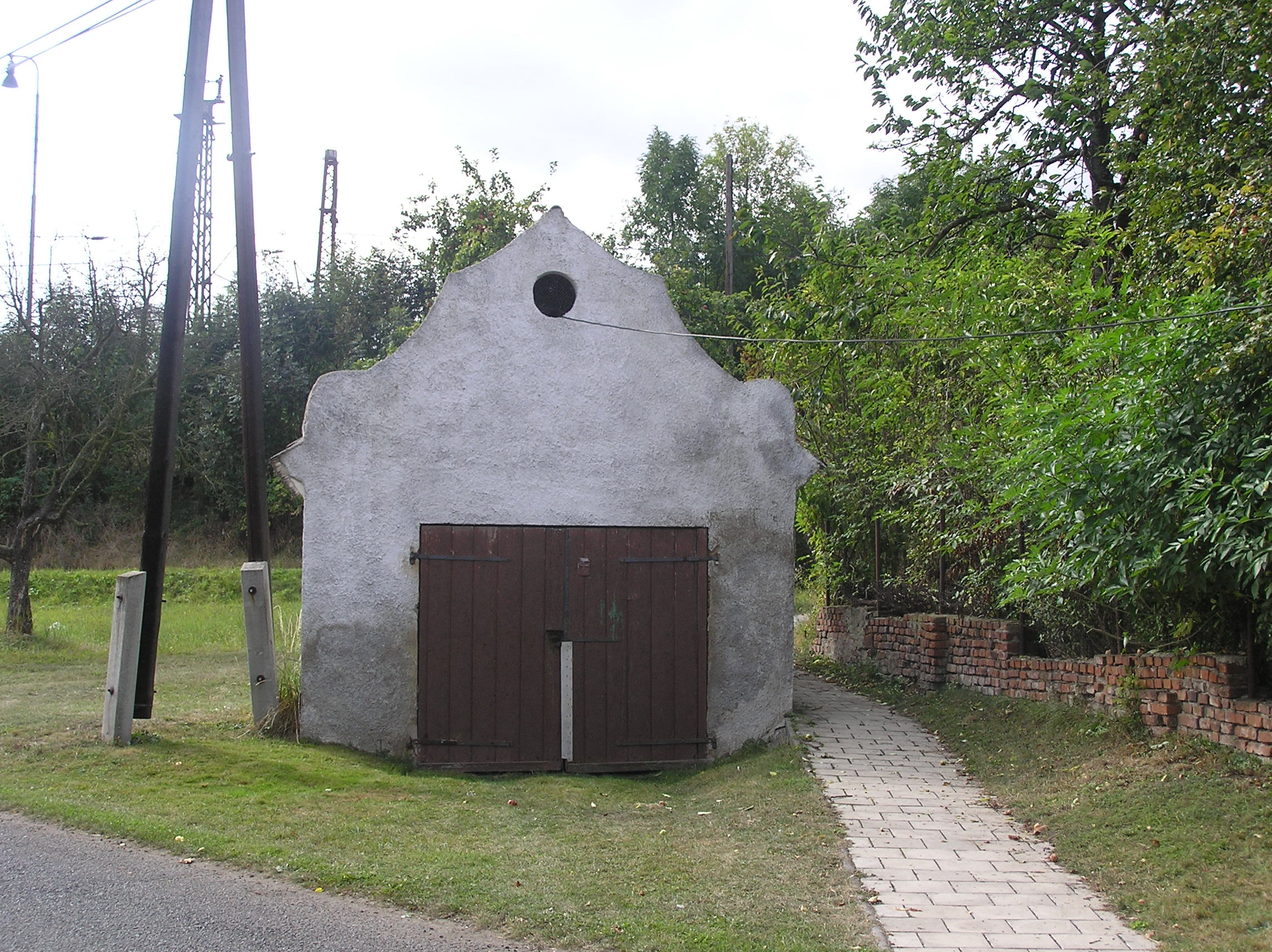
Hasičská zbrojnice
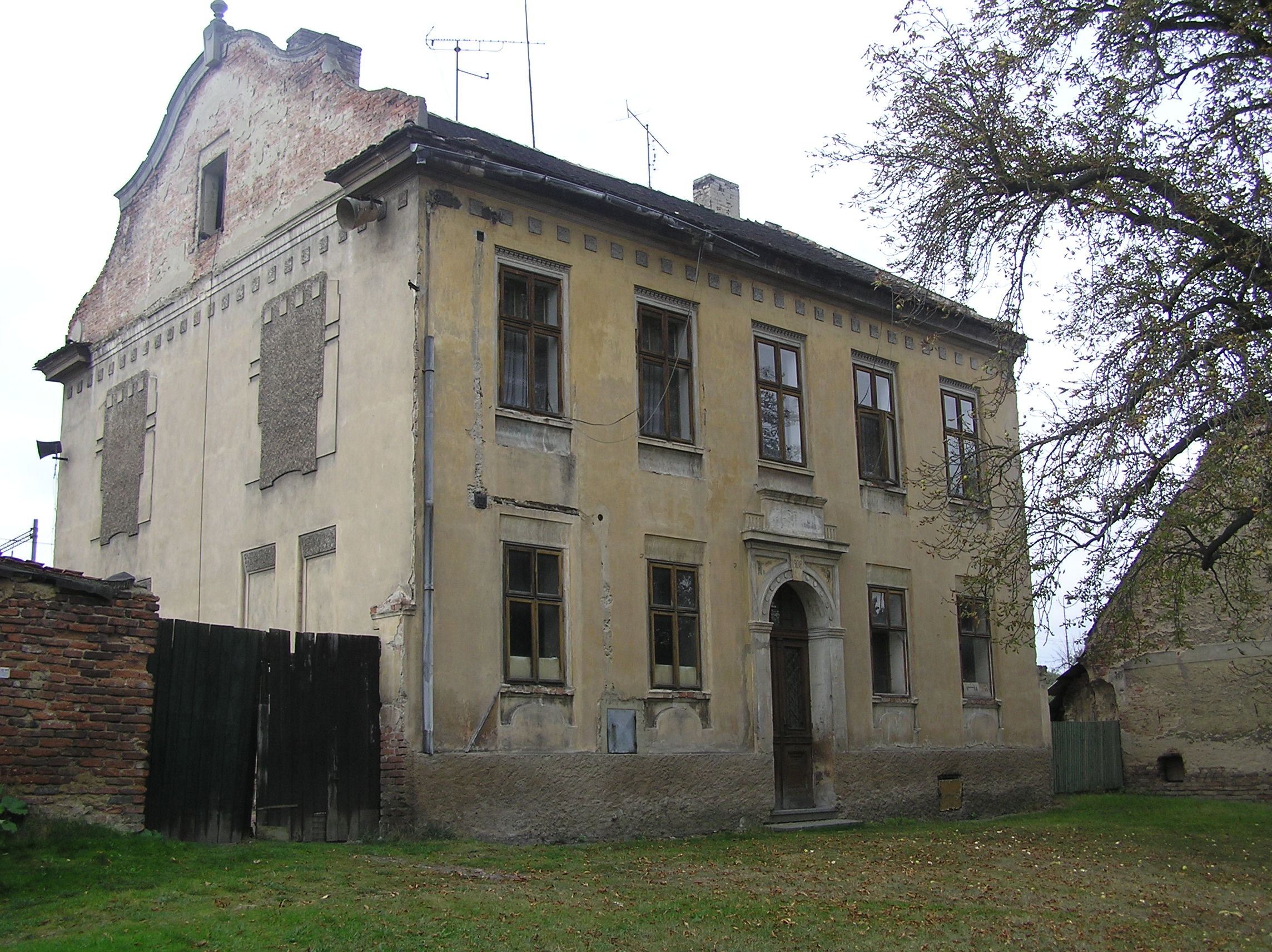
Bývalá škola z roku 1908
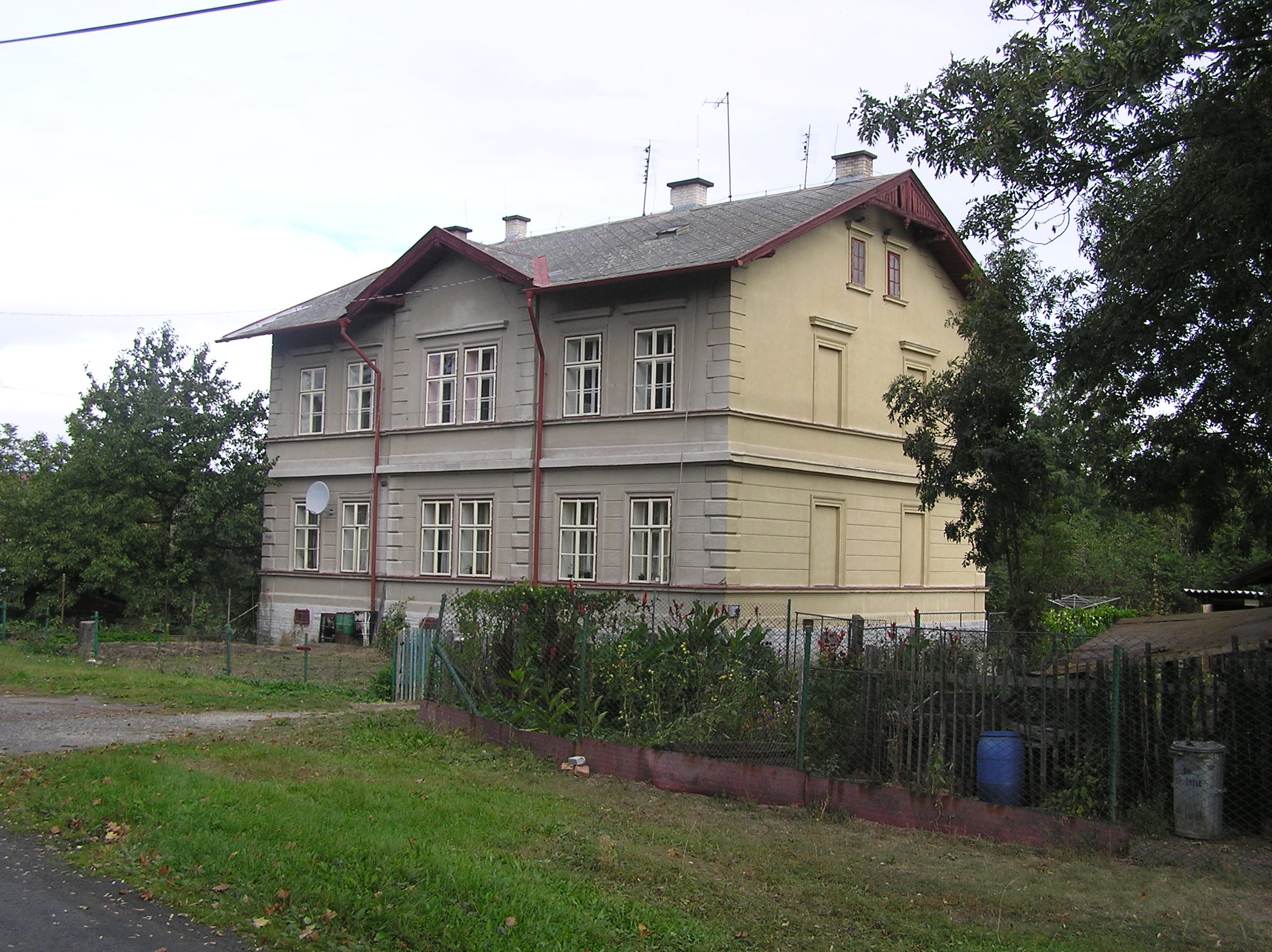
Dům čp. 54